# William Sterndale Bennett
Sir William Sterndale Bennett (Sheffield, 13 april 1816 – Londen, 1 februari 1875) was een Engels componist, dirigent, pianist, muziekpedagoog en musicoloog.

## Levensloop
Hij was de enige zoon van Robert Bennett, organist van de Sheffield Parish kerk, en Elizabeth Donn. Op jonge leeftijd verloor hij zijn ouders en werd hij opgevoed door zijn grootouders. Hij zong in het koor van King's College, Cambridge, voordat hij op tienjarige leeftijd werd ingeschreven aan de Royal Academy of Music. Zijn belangrijkste leraar in Londen was Cipriani Potter. Hij studeerde aan het St John's College van de Universiteit van Cambridge.
Zijn eerste symfonie, uitgegeven terwijl hij daar student was in 1832, trok de aandacht van Felix Mendelssohn, en in 1836, met geld dat zijn moeder hem had nagelaten, ging hij naar Leipzig om de grote componist persoonlijk te ontmoeten. Hij werd aangenomen als student. Hij raakte zeer bevriend met Mendelssohn. In Leipzig maakte hij kennis met Robert Schumann, die aan Bennett zijn Études Symphoniques op.13 opdroeg. In 1839 ging Bennett weer naar Leipzig toe om er zijn vierde pianoconcert, opgedragen aan Ignaz Moschelès, voor te spelen en zijn Caprice in E, op.22 voor piano en orkest. Moschelès was onder de indruk. Hij vond de Caprice’ krachtig en interessant’. Met zijn eerste composities (tot 1838) waaronder 6 pianoconcerten, 6 ouvertures en 4 symfonieën verwierf hij veel succes zowel in Engeland als in Duitsland. In 1839 vestigde hij zich in Londen als leraar en kreeg hij een zeer omvangrijke lespraktijk. Dit ging ten koste van zijn scheppingskracht; zijn composities werden krampachtig. Steeds meer activiteiten eisten hem op. Hij werd een bekend en vooraanstaand musicus.
In 1844 trouwde Bennett met Mary Ann Wood, ze kregen drie kinderen: Charles, James en Elizabeth. In 1852 werd hij directeur en dirigent van de Philharmonic Society en hij organiseerde vaak eigen klassieke kamerconcerten, voor die tijd erg uniek. In 1849 stichtte Bennett de Bach Society op, die de kern werd waaromheen zich enkele tientallen ijverige Bach-amateurs schaarden. Bennett deed in Engeland wat Mendelssohn in Duitsland had gedaan: hij introduceerde er Bachs Mattheüs Passion en voerde het werk voor het eerst uit in 1854.
Nadat het dirigentschap van Richard Wagner bij het London Philharmonic was mislukt werd Bennett er dirigent in 1856. Hij bleef dat doen tot 1866. Ook in 1856 volgde hij T.A.Walmisley op als professor in muziek in Cambridge. In de jaren 60 van de 19e eeuw was hij een druk bezet man; hij gaf concerten, schreef cantates, waaronder zijn eerste belangrijke werk The May Queen en de Ouverture Paradise and the Peri ter gelegenheid van het jubileum van de Philharmonic.
In 1871 werd hij door koningin Victoria tot ridder geslagen. Vier jaar later overleed hij. Hij ligt begraven in de Westminster Abbey, niet ver van de graven van Henry Purcell en Sir Charles Villiers Stanford.

## Stijl

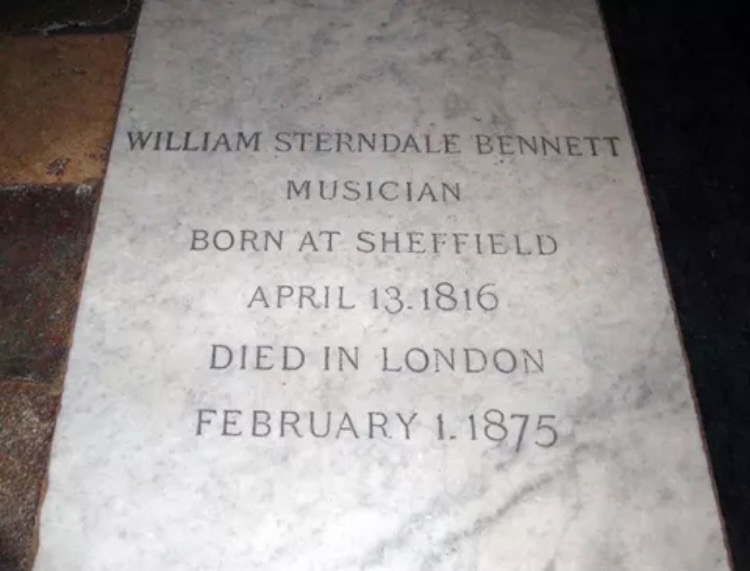
Graf van Sir William Sterndale Bennett in Westminster Abbey

Zijn eerste composities waren beloftevol. Mendelssohn en Schumann waren er van overtuigd dat Bennett een groot componist zou gaan worden. Schumann schreef:...”Indien er vele kunstenaars waren zoals Sterndale Bennett, dan zou er geen vrees meer zijn voor de toekomstige vooruitgang van onze kunst”..
Net als Mendelssohn volgde Bennett Mozart en de grote klassieken na en niet de mode componisten van die tijd, de ‘virtuozen’. Maar door zich te verdedigen tegen deze invloeden stond hij ook niet meer open voor latere dominante stromingen. Zijn latere werken vertonen uitsluitend een wat gracieuze verfijning die neigt naar oppervlakkigheid. De power die zo kenmerkend is voor de vroegere werken is verdwenen in zijn latere werken. In zijn muziek is de eigen persoonlijkheid van Bennett altijd te horen ondanks de invloed van Mendelssohn. Dankzij het conservatisme van de Anglicaanse kerk op muziekgebied is zijn kerkmuziek nog het best bekend gebleven, terwijl het in feite de zwakste schakel is in zijn oeuvre.
Als pedagoog was hij onovertroffen. Hij weigerde toe te geven aan de smaak van het volk en prentte dat zijn studenten in en trachtte zo veel mogelijk de verwaarloosde klassieke meesters te doen kennen en te doen waarderen.
- Bibsys: 99027111
- Biblioteca Nacional de España: XX1770875
- Bibliothèque nationale de France: cb14802794p (data)
- Catàleg d'autoritats de noms i títols de Catalunya: 981058524458106706
- Gemeinsame Normdatei: 119404532
- International Standard Name Identifier: 0000 0001 1024 7291
- Library of Congress Control Number: n79072702
- Nationale Bibliotheek van Letland: 000049085
- MusicBrainz: 4844cd51-00c4-4609-bec4-fb89b6d9693c
- Nationale Bibliotheek van Tsjechië: xx0078122
- Nationale bibliotheek van Australië: 35674158
- Nationale Bibliotheek van Israël: 987007271617305171
- Nationale Bibliotheek van Polen: a0000001854395
- Nederlandse Thesaurus van Auteursnamen: 102984107
- Istituto Centrale per il Catalogo Unico: MUSV006259
- SNAC: w6ws94wj
- Système universitaire de documentation: 08510230X
- Trove: 1036962
- Virtual International Authority File: 34720795
- WorldCat: E39PBJqqpmgPRBJ89xxyTCfXh3